# フリュー
フリュー株式会社（英: FURYU CORPORATION）は、プリントシール機やプライズの製造販売、スマートフォン向けアプリを中心とした若年層向け携帯コンテンツの作成・運営、家庭用ゲーム事業、映像コンテンツの製作等を行う日本の総合エンターテイメント企業。コンピュータエンターテインメント協会・日本アミューズメント産業協会正会員。
スローガンは「Precious days, always（日本語：大切な日々を、いつも。）」。

## 概要
オムロンの100%出資子会社だった旧オムロンエンタテインメント株式会社（略称OJE）がマネジメント・バイ・アウト方式により2007年4月1日経営陣によって設立された新会社フリューHDに全事業を譲渡。同時に、フリューHDはフリューに社名変更し、株式会社ウィーヴと資本・業務提携した。本社所在地は東京都渋谷区鶯谷町。かつては愛知県一宮市に本社を構えていたが、現在は一宮事業所となっている。
社名の由来は「風流」より。本来、風流とは、みやびやかなもの 風情のあるものを指す。また、中世には「ふりゅう」と読んで、人の目をぱっと引く風情あるつくりもの、祭礼に出るきらびやかな練りもの、あるいは美しい踊りを指す。このことから風流とはもともとエンタテインメントの美意識を表現する言葉だったとし、「人びとの心を豊かで幸せにする良質なエンタテインメントを創出する!」を企業理念としている。

## 歴代社長
1. 田坂吉朗（2007年4月1日 - 2018年6月26日）
2. 三嶋隆（2018年6月26日 - 2025年6月23日）
3. 榎本雅仁（2025年6月24日 - 現職）

## 沿革
- 1997年4月 - オムロンが新規事業開発センコロンブスプロジェクトにてエンタテインメント分野の新規事業を開始。第1号商品・似顔絵シールプリント機「似テランジェロ」発売。
- 1998年4月 - 写真シール機事業に参入。「アートマジック」発売。
- 2000年3月 - 写真シール機事業の単年度黒字化達成。
- 2001年12月 - 携帯コンテンツ事業に参入。「ぽけっぱ」サービス開始。
- 2002年
  - 1月 - プライズ事業に参入。「鍋奉行」発売。
  - 4月 - オムロン エンタテインメント事業部設立。
- 2003年7月 - オムロンエンタテインメントに分社（オムロン100%出資）。
- 2006年
  - フリューHD設立。
  - 3月 - 携帯コンテンツ事業・プライズ事業の単年度黒字化達成。
  - 7月 - モバイル広告事業に参入。「Berry」サイトバナー発売。
- 2007年4月 - マネジメントバイアウトを実施し、経営陣を中心として設立したフリューに全事業と全社員を継承。
- 2008年11月 - 家庭用ゲーム事業参入を発表。
- 2009年4月 - 家庭用ゲーム事業参入。4月『ラストバレット』、5月『さらば愛しき女よ』、8月『世界ふしぎ発見!DS』発売。
- 2012年4月
  - アニメ企画等の事業を手がけるウィーヴの全株式を取得。
  - プリントシール機専門店舗運営事業に参入。「girls mignon（ガールズ ミニョン）」新潟店開店。
- 2013年 - 6月1日公開の映画『どーにゃつ』でアニメ事業へ本格参入[4]。
- 2014年1月 株式会社コアエッジの株式を取得（持分法適用関連会社となる）。
- 2015年
  - 10月1日 - 社名ロゴ変更。同時に企業スローガン「Precious days, always」を導入[3]。
- 12月 - 東京証券取引所第一部に上場[5][6]。
- 2017年4月 - 取締役の瀬戸雅哉が死去[7]。
- 2018年9月 - 第三者割当増資により、コアエッジを連結子会社化。
- 2019年
  - 7月 - ウィーヴを吸収合併[8]。
  - 11月 - コアエッジ全株式を経営陣へ譲渡[9][10]。
- 2021年7月 - 株式会社CODE SHAREとの合弁でオルドット株式会社を設立
- 2022年
  - 3月 - オルドット株式会社の全株式を取得
  - 4月 - 東京証券取引所の市場区分の見直しにより、東京証券取引所の市場第一部からプライム市場に移行
  - 9月 - 飲食店「CHUBBY AIRLINES」の運営を株式会社浜倉的商店製作所へ移管。
- 2023年11月 - 一宮事業所を業務拡充に伴い愛知県一宮市萩原町東宮重字江北17番1号 ロジスクエア一宮4Fへ移転[11]。
- 2025年3月 - カラーコンタクトレンズ通販サイトである「Mew contact」事業をシンシアの子会社であるカラコンワークスに譲渡[12][13]。

## プリントシール事業

### プリントシール機
2016年現在、写真シール作製機の国内シェア約70%を有する 業界トップである。参入は1997年と業界最後発ながら、当初からオムロンが得意とするセンサー技術を活用し、携帯電話のメールアドレスを筐体に入力すると撮影した画像のダウンロードURLが携帯電話に届き保存ができるサービスが好評となり、同サービスの会員に対して取得したメールアドレスへのメルマガ配信など、公式コンテンツへの誘導を行うなどのリピーター獲得策が奏功し、業界シェアトップとなった。2018年に同業他社のメイクソフトウェアが経営破綻して以降、アミューズメント業界ではフリュー1社の独占状態となった向きもある。
新商品は年に2〜3回ほど発売されている。主に撮影したシールの用紙補充によって利益をあげるビジネスモデルによって、新規営業やマーケティングコストがかかりにくい。
現在、画像取得・閲覧サービス「ピクトリンク」は1000万人を突破し、有料会員率も15%を超えている。2012年4月からは、プリントシール機専門店舗の直営運営事業も行っている。
主なユーザーは女子中高生である。その他にも小型プリントシール機「arinco」など性別・年齢を問わず、映画館や全国の観光地で採用されているタイトルや、証明写真が撮影できる「FURYU BEAUTY STUDIO」といったタイトルもある。
2012年には社内部署として「ガールズ総合研究所」が設置された。同社プリントシール機事業の顧客を多くを占める女子中高生ユーザーへの同社のブランド・マーケティング力を活かし、フリーマガジン『GIRLS'TREND』の発刊や、女子中高生・女子大生を対象とした「意識調査」、外部機関とタイアップした共同研究、2016年1月からは100円ショップダイソーとのコラボ商品の発売といったブランド展開が行われている。
プリントシール機歴代タイトル一覧
詳しくは フリューミュージアム（過去機種一覧） を参照のこと。
- R
- I♡P
- UP -ファッションモデル吉木千沙都（ちぃぽぽ）とのコラボを展開
  - BABY
- arinco
- winc
- GiRLS'PHOTOGRAPHER - モデル田中里奈とのコラボを展開
- KAOFETI
- GYZA
- KIRAgirl
- KATY - 撮影時に画像が反転されない「見たままモード」を初搭載
- Shirayuki
  - Shirayuki 2nd story
  - Shirayuki happy ending -ファッションモデル・タレント藤田ニコルとのコラボを展開
- Sugar femme
  - MiMiY by Sugar - ファッションモデル吉木千沙都（ちぃぽぽ）とのコラボを展開
  - MiMiY by Sugar forever - ファッションモデル越智ゆらのとのコラボを展開
- cherrycherry
  - 盛れる by cherry
  - Hi-cherry! - 双子のファッションモデルmimmamとのコラボを展開
- Cyun't - ファッションモデルわたなべ麻衣とのコラボを展開
- BF manual
- 美顔ラボ
- 姫と小悪魔
- BEAUTY ADDICT
- HIKARI - 「撮り直し機能」を初搭載、お笑いタレント井上裕介（NONSTYLE）とのコラボを展開
  - HIKARI2 - ファッションモデル・タレントryuchellとのコラボを展開
  - MY COSME
- Heroine Face
- FASHIONisM - 女性シンガー・モデル加藤ミリヤとのコラボを展開
  - #FASHIONisM02
  - cheek. - ファッションモデル・タレント藤田ニコル、越智ゆらのとのコラボを展開
- Milk Beauty
- LADY BY TOKYO
  - LADY BY TOKYO -LEGEND- -フリューのプリントシール機の製品サイクルは通常、発売後に2回のバージョンアップを行った後にサポート終了となっていくが、今シリーズは人気が高く、異例の3回目のバージョンアップが行われた最終版
- RUMOR
- 7iRO.co
- 100% REALCAWAii

### プリントシール機専門直営店舗
「girls mignon（ガールズ ミニョン）」の名前で、同社プリントシール機関連商品や販売促進用のイベントを行う直営店舗運営事業を行っている。「girls mignon」は、第1号店である新潟店をはじめ、首都圏や地方のショッピングモールなど大型商業施設を中心に2016年11月現在全国17店舗を展開しているほか、東京都渋谷区のSHIBUYA109内には、アーティスト・キャラクター・映画などとのコラボレーションによるプリントシール機の専門店「collabo mignon（コラボミニョン）」もある。

## コンテンツ・メディア事業
主にプリントシール画像取得・閲覧サービス「ピクトリンク」を中心としたインターネット上のコンテンツ・メディアの運営を行っている。

### プリントシール機連動ネットサービス
- ピクトリンク

### 通信キャリア公式サービス
- キレイサイクル女性医学
- スゴデコ
- らくらく待受とり放題＆簡単！写真加工
- デコラン
- イベデコ
- ラクラクえもじっち
- デコらっちょ
- プレミアムサウンド
- 釣ろうぜ！
- 釣ろうぜ！速報版

### カラーコンタクト事業
カラーコンタクトレンズ通販サイト「Mew contact（ミューコンタクト）」を運営と小売業者等へオリジナルカラーコンタクト（「LuMia（ルミア）」「PURI ism（プリズム）」「ramurie（ラムリエ）」「BELLSiQUE（ベルシーク）」「Fashionista（ファッショニスタ）」「em  TULLE（エンチュール）」 ）の販売を行っている。
前述の通り、2025年3月31日付でシンシアの子会社であるカラコンワークスに事業が譲渡される予定。

## キャラクタ・マーチャンダイジング事業

### プライズ
プライズゲーム専用景品「キャラ広場」として、クレーンゲームなどのアミューズメント専用のプライズ（景品）を発売している。取り扱う版権は、サンエックスやサンリオなどのファンシー系、アニメ・コミック作品、音楽バンド・アーティストをモチーフとしたキャラクターものといったジャンルが多い。また、自社オリジナルキャラクターに「ねむネコ」がいる。

#### ラインナップの一例
ファンシー系
- おしゅしだよ
- おもちエイリアン
- KIRIMIちゃん.
- ぐでたま
- シナモロール
- ねむネコ
- ハローキティ
- ポムポムプリン
- マイメロディ
- リトルツインスターズ
- カリバディクス

など
アニメ・コミック作品
- 甘々と稲妻
- あんさんぶるスターズ!
- あんハピ♪
- 磯部磯兵衛物語
- うたの☆プリンスさまっ♪ マジLOVEレボリューションズ
- 宇宙パトロールルル子
- おそ松さん
- KING OF PRISM by PrettyRhythm
- ガールズ&パンツァー
- カードキャプターさくら
- カミワザワンダ
- 艦隊これくしょん -艦これ-
- ご注文はうさぎですか??
- SHOW BY ROCK!!
- 食戟のソーマ
- ソードアート・オンライン
- ダンガンロンパ3 -The End of 希望ヶ峰学園-
- ダンジョンに出会いを求めるのは間違っているだろうか
- DAYS
- ツキウタ。
- 刀剣乱舞‐ONLINE‐
- ハイスクール・フリート
- B-PROJECT〜鼓動＊アンビシャス〜
- 美男高校地球防衛部LOVE!LOVE!
- Fate/Grand Order
- 鬼灯の冷徹
- 弱虫ペダル GRANDE ROAD
- ラブライブ!

など
音楽バンド・アーティスト
- え〜パンダ（AAA）
- AKB48ちゃんりお
- GRANRODEO ロジャー&ジーナ
- モーニング娘。 feat.カリバディクス

など

### みんなのくじ
懸賞くじ「みんなのくじ」として、はずれなしのキャラクターくじを全国展開している。以下は同社の参入タイトル。
1回500円
- カミワザワンダ
- 紙兎ロペ
- きかんしゃトーマスとなかまたち
- クリィミーマミ
- プラレール
- リトルプリンス 星の王子さまと私

1回600円
- アングリーバード
- 異能バトルは日常系のなかで
- 怪盗グルー
- 紙兎ロペ
- SHOW BY ROCK!!
- スーパーダンガンロンパ2
- selector infected WIXOSS
- そにアニ -SUPER SONICO THE ANIMATION-
- ダンガンロンパ 希望の学園と絶望の高校生 The Animation
- To LOVEる -とらぶる- ダークネス
- Fate/kaleid liner プリズマ☆イリヤ ツヴァイ!
- ベイブレードバースト
- ミニオンズ
- 結城友奈は勇者である
- 弱虫ペダル GRANDE ROAD
- LINE

1回650円
- あんさんぶるスターズ!
- アルスラーン戦記
- あんハピ♪
- 異能バトルは日常系のなかで
- おさわり探偵 なめこ栽培キット
- おそ松さん
- カードファイト!! ヴァンガードG
- KING OF PRISM by PrettyRhythm
- けものフレンズ
- SHOW BY ROCK!!
- 食戟のソーマ
- スーパーダンガンロンパ2 さよなら絶望学園
- タイムボカン24
- ダンガンロンパ 希望の学園と絶望の高校生 The Animation
- ダンガンロンパ3 -The End of 希望ヶ峰学園-
- ダンジョンに出会いを求めるのは間違っているだろうか
- DAYS
- TERRAFORMARS
- デュラララ!!×2
- 刀剣乱舞-ONLINE-
- 刀剣乱舞-花丸-
- B-PROJECT〜鼓動＊アンビシャス
- ハイスクール・フリート
- 美男高校地球防衛部LOVE!LOVE!
- ビックリマン
- ヘヴィーオブジェクト
- 変態王子と笑わない猫。
- miffy（ミッフィー）
- 弱虫ペダル NEW GENERATION
- 夢王国と眠れる100人の王子様

1回700円
- 閃乱カグラ2

1回800円
- 真・女神転生

### ホビー
ホビーブランド「F:NEX（フェネクス）」および同名のホビーECサイトを運営を展開している。

## ゲームソフトウェア事業

### 家庭用ゲーム
アニメ・コミック作品のゲーム化タイトルと、フリューオリジナルタイトルの2軸で展開されている。
| 日本発売日 | 日本発売日 | タイトル                                                                 | プラットフォーム                              |
| ---------- | ---------- | ------------------------------------------------------------------------ | --------------------------------------------- |
| 2009年     | 4月23日    | ラストバレット                                                           | ニンテンドーDS                                |
| 2009年     | 5月28日    | 超名作推理アドベンチャーDS レイモンド・チャンドラー原作 さらば愛しき女よ | ニンテンドーDS                                |
| 2009年     | 8月6日     | 世界ふしぎ発見!DS 伝説のヒトシ君人形を探せ!                              | ニンテンドーDS                                |
| 2010年     | 2月18日    | 堕天使の甘い誘惑×快感フレーズ                                            | ニンテンドーDS                                |
| 2011年     | 1月27日    | つくものがたり                                                           | PlayStation Portable                          |
| 2011年     | 7月14日    | アンチェインブレイズ レクス                                              | PlayStation Portable                          |
| 2011年     | 8月18日    | 文明開華 葵座異聞録                                                      | PlayStation Portable                          |
| 2011年     | 11月10日   | ジュエルペット 魔法のリズムでイェイッ!                                   | ニンテンドー3DS                               |
| 2012年     | 3月1日     | ゲーム ドラえもん のび太と奇跡の島 〜アニマルアドベンチャー〜            | ニンテンドー3DS                               |
| 2012年     | 5月17日    | 文明開華 葵座異聞録 再演                                                 | PlayStation Portable                          |
| 2012年     | 11月8日    | ジュエルペット 魔法でおしゃれにダンス☆デコ〜!                            | ニンテンドー3DS                               |
| 2012年     | 11月29日   | アンチェインブレイズ エクシヴ                                            | ニンテンドー3DS、PlayStation Portable         |
| 2013年     | 3月7日     | ゲーム ドラえもん のび太のひみつ道具博物館                               | ニンテンドー3DS                               |
| 2013年     | 4月4日     | はつカレっ☆恋愛デビュー宣言!                                             | PlayStation Portable                          |
| 2013年     | 4月11日    | カードファイト!! ヴァンガード ライド トゥ ビクトリー!!                   | ニンテンドー3DS                               |
| 2013年     | 11月7日    | エクステトラ                                                             | ニンテンドー3DS、PlayStation Vita             |
| 2013年     | 11月14日   | ジュエルペット カフェで魔法のクッキング!                                 | ニンテンドー3DS                               |
| 2014年     | 3月6日     | ゲーム ドラえもん 新・のび太の大魔境 〜ペコと5人の探検隊〜               | ニンテンドー3DS                               |
| 2014年     | 5月22日    | To LOVEる -とらぶる- ダークネス バトルエクスタシー                       | PlayStation Vita                              |
| 2014年     | 6月5日     | カードファイト!! ヴァンガード ロック オン ビクトリー!!                   | ニンテンドー3DS                               |
| 2014年     | 7月17日    | ハマトラ Look at Smoking World                                           | ニンテンドー3DS                               |
| 2014年     | 8月7日     | ロストディメンション                                                     | PlayStation 3、PlayStation Vita               |
| 2015年     | 1月22日    | レジェンド オブ レガシー                                                 | ニンテンドー3DS                               |
| 2015年     | 2月26日    | 結城友奈は勇者である 樹海の記憶                                          | PlayStation Vita                              |
| 2015年     | 3月5日     | ゲーム ドラえもん のび太の宇宙英雄記(スペースヒーローズ)                 | ニンテンドー3DS                               |
| 2015年     | 3月5日     | テニスの王子様〜Go to the top〜                                          | ニンテンドー3DS                               |
| 2015年     | 4月2日     | テラフォーマーズ 紅き惑星の激闘                                          | ニンテンドー3DS                               |
| 2015年     | 11月5日    | To LOVEる -とらぶる- ダークネス トゥループリンセス                       | PlayStation Vita                              |
| 2015年     | 12月3日    | 干物妹!うまるちゃん 〜干物妹!育成計画〜                                  | PlayStation Vita                              |
| 2015年     | 12月17日   | 食戟のソーマ 友情と絆の一皿                                              | ニンテンドー3DS                               |
| 2016年     | 1月14日    | カードファイト!! ヴァンガードG ストライド トゥ ビクトリー!!              | ニンテンドー3DS                               |
| 2016年     | 3月3日     | ゲーム ドラえもん 新・のび太の日本誕生                                   | ニンテンドー3DS                               |
| 2016年     | 6月23日    | Caligula -カリギュラ-                                                    | PlayStation Vita                              |
| 2016年     | 10月27日   | カミワザワンダ キラキラ一番街危機一髪!                                   | ニンテンドー3DS                               |
| 2016年     | 11月10日   | ベイブレードバースト                                                     | ニンテンドー3DS                               |
| 2016年     | 11月10日   | リルリルフェアリル キラキラ☆はじめてのフェアリルマジック♪                | ニンテンドー3DS                               |
| 2017年     | 3月2日     | ゲーム ドラえもん のび太の南極カチコチ大冒険                             | ニンテンドー3DS                               |
| 2017年     | 3月16日    | フューチャーカード バディファイト 目指せ!バディチャンピオン!             | ニンテンドー3DS                               |
| 2017年     | 6月22日    | アライアンス アライブ                                                    | ニンテンドー3DS                               |
| 2017年     | 11月9日    | ミラクルちゅーんず!ゲームでチューンアップ!だプン!                        | ニンテンドー3DS                               |
| 2017年     | 11月23日   | ベイブレードバースト ゴッド                                              | ニンテンドー3DS                               |
| 2017年     | 11月30日   | スイキャラ スイーツ学校へようこそ!                                       | ニンテンドー3DS                               |
| 2017年     | 11月30日   | クレヨンしんちゃん 激アツ!おでんわ～るど大コン乱!!                       | ニンテンドー3DS                               |
| 2018年     | 3月1日     | ゲーム ドラえもん のび太の宝島                                           | ニンテンドー3DS                               |
| 2018年     | 3月15日    | フューチャーカード バディファイト 誕生!オレたちの最強バディ!             | ニンテンドー3DS                               |
| 2018年     | 5月17日    | Caligula Overdose/カリギュラ オーバードーズ                              | PlayStation 4                                 |
| 2018年     | 10月4日    | WORK×WORK/ワークワーク                                                   | Nintendo Switch                               |
| 2018年     | 10月18日   | CRYSTAR -クライスタ-                                                     | PlayStation 4                                 |
| 2018年     | 10月25日   | ベイブレードバースト バトルゼロ                                          | Nintendo Switch                               |
| 2018年     | 11月8日    | ピカちんキット ゲームでピラメキ大作戦!                                   | Nintendo Switch                               |
| 2018年     | 11月15日   | ゆらぎ荘の幽奈さん 湯けむり迷宮                                          | PlayStation 4                                 |
| 2019年     | 2月28日    | ゲーム ドラえもん のび太の月面探査記                                     | Nintendo Switch                               |
| 2019年     | 3月14日    | Caligula Overdose/カリギュラ オーバードーズ                              | Nintendo Switch                               |
| 2019年     | 9月19日    | カードファイト!! ヴァンガード エクス                                     | PlayStation 4、Nintendo Switch                |
| 2019年     | 10月10日   | アライアンス・アライブ HDリマスター                                      | PlayStation 4、Nintendo Switch                |
| 2019年     | 11月1日    | MODEL Debut #nicola                                                      | Nintendo Switch                               |
| 2020年     | 3月5日     | ゲーム ドラえもん のび太の新恐竜                                         | Nintendo Switch                               |
| 2020年     | 10月15日   | ゴーストパレード                                                         | PlayStation 4、Nintendo Switch                |
| 2020年     | 12月17日   | ディープダイビング アドベンチャー                                        | Nintendo Switch                               |
| 2021年     | 3月25日    | フィッシング ファイターズ                                                | Nintendo Switch                               |
| 2021年     | 6月24日    | Caligula2/カリギュラ2                                                    | PlayStation 4、Nintendo Switch                |
| 2021年     | 10月14日   | モナーク/Monark                                                          | PlayStation 4、PlayStation 5、Nintendo Switch |
| 2021年     | 11月4日    | MODEL Debut2 #nicola                                                     | Nintendo Switch                               |
| 2022年     | 3月4日     | ゲーム ドラえもん のび太の宇宙小戦争 2021                                | Nintendo Switch                               |
| 2022年     | 4月14日    | バトルスピリッツ コネクテッドバトラーズ                                  | PlayStation 4、Nintendo Switch                |
| 2022年     | 9月15日    | 聖塔神記 トリニティトリガー                                              | PlayStation 4、PlayStation 5、Nintendo Switch |
| 2022年     | 12月15日   | ロジカル真王                                                             | Nintendo Switch                               |
| 2023年     | 7月27日    | クライマキナ/CRYMACHINA                                                  | PlayStation 4、PlayStation 5、Nintendo Switch |
| 2023年     | 11月2日    | MODEL Debut3 #nicola                                                     | Nintendo Switch                               |
| 2024年     | 2月1日     | レジェンド オブ レガシー HDリマスター                                    | PlayStation 4、PlayStation 5、Nintendo Switch |
| 2024年     | 7月25日    | REYNATIS/レナティス                                                      | PlayStation 4、PlayStation 5、Nintendo Switch |
| 2024年     | 11月7日    | バトルスピリッツ クロスオーバー                                          | PlayStation 5、Nintendo Switch                |
| 2024年     | 11月14日   | ベイブレードエックス XONE                                                | Nintendo Switch                               |

プロジェクトレーベル「カタルヒト」
過去のインディーズアドベンチャー作品を、ニンテンドー3DSに移植して発信する同社のレーベル。
- WORLD END ECONOMiCA
- ファタモルガーナの館
- 彼岸花の咲く夜に
- NOeSIS 嘘を吐いた記憶の物語

#### 3DSきせかえテーマ
ゲームタイトルのほかに、「ニンテンドー3DS」を好みの「テーマ」にきせかえることのできるきせかえサービスを発売している。以下は同社が発売するタイトルの一部。
- あらいぐまラスカル
- ARIA The AVVENIRE
- あんハピ
- いとしのムーコ
- 映画ドラえもん 新・のび太の日本誕生
- エリートバナナ バナ夫
- おそ松さん
- orange
- カードファイト!! ヴァンガードG
- きかんしゃトーマスとなかまたち
- くまみこ
- 坂本ですが?
- THE CAT
- THE DOG
- 三者三葉
- 実は私は
- SHOW BY ROCK!!
- ジュエルペット
- 新日本プロレス
- selector infected WIXOSS
- 探偵オペラ ミルキィホームズ
- 東海道新幹線 N700系
- NEW GAME!
- ネトゲの嫁は女の子じゃないと思った?
- ねむネコシリーズ
- のんのんびより りぴーと
- 灰と幻想のグリムガル
- ばくおん!!
- 彼岸花の咲く夜に
- ファタモルガーナの館
- 不機嫌なモノノケ庵
- ふらいんぐうぃっち
- 豆しば
- モブサイコ100
- Re:ゼロから始める異世界生活
- ReLIFE

など

### スマートフォンゲーム
スマートフォン向けゲームを運営している。
- 廻らぬ星のステラリウム（2024年4月23日[21]〜）
- ゆらぎ荘の幽奈さん 湯けむり迷宮 極み ※買い切り
- アライアンス・アライブ HDリマスター RPG ※買い切り

サービス終了したゲーム
- ビーストハーレム 野獣の甘噛みシリーズ（2012年6月29日〜2018年1月31日[22]）
- シークレットアクトレス 恋の専属契約（2013年9月24日[23]〜2017年5月18日[24]）
- ハニートラップ 魅惑のキスは恋の罠（2014年6月27日〜2018年3月30日[25]）
- ギャップ 彼氏と秘密の事情（2014年8月25日[26]〜2017年5月18日[27]）
- 恋愛ホテル秘密のルームサービス（2015年7月9日〜2024年7月30日[28]）
- モン娘☆は〜れむ（2015年8月31日〜2019年3月28日[29]）
- 恋する夜のシンデレラ（2015年9月29日〜2018年3月30日[30]）
- 恋する怪盗と眠らぬ街～今宵あなたをいただきます（2015年11月26日〜2016年5月18日[31]）
- コロミィ - よくばりアバターコミュニティ（2016年5月31日〜2018年2月28日[32]）
- 恋愛幕末カレシ～時の彼方で花咲く恋～（2017年3月14日〜2024年7月30日[33]）
- To LOVEる-とらぶる- ダークネス グラビアチャンス（2017年3月17日〜2018年5月31日[34]）
- 弱虫ペダル Connect Road（2017年4月7日〜2018年9月28日[35]）
- ぱすてるメモリーズ (2017年10月23日開始[36]、2018年11月1日コアエッジへ運営サービス移管[37]、2019年8月6日終了[36])
- 恋愛プリンセス ニセモノ姫と10人の婚約者（2017年11月20日〜2023年2月28日[38]）

- 恋愛戦国ロマネスク ～影武者姫は運命をあやなす～（2021年9月30日〜2023年2月28日[39]）

## アニメ製作
2013年に株式会社ウィーヴを子会社化し、アニメ製作事業に参入した。アニメ製作委員会の組成、ビデオグラムの発売などを行っている。また自社が製作委員会に参加した作品は、同社のプライズ、くじなどの商品化がされることが多い。買収前のウィーヴのタイトルについてはウィーヴ#主な作品参照。
| 年     | タイトル                                                                   | 幹事 | ビデオグラム | アニメーション制作          |
| ------ | -------------------------------------------------------------------------- | ---- | ------------ | --------------------------- |
| 2013年 | 変態王子と笑わない猫。                                                     | N/A  | N/A          | J.C.STAFF                   |
| 2013年 | どーにゃつ                                                                 | Yes  | Yes          | ギャザリング                |
| 2013年 | ダンガンロンパ 希望の学園と絶望の高校生 The Animation                      | N/A  | N/A          | ラルケ                      |
| 2013年 | なめこ家の一族                                                             | Yes  | Yes          | 読広エンタテインメント drop |
| 2014年 | 猫のダヤン                                                                 | N/A  | Yes          | 勝鬨スタジオ                |
| 2014年 | 野良スコ                                                                   | Yes  | Yes          | 勝鬨スタジオ                |
| 2014年 | ハナヤマタ                                                                 | N/A  | N/A          | マッドハウス                |
| 2014年 | 異能バトルは日常系のなかで                                                 | N/A  | N/A          | TRIGGER                     |
| 2015年 | 聖剣使いの禁呪詠唱                                                         | 共同 | Yes          | diomedéa                    |
| 2015年 | SHOW BY ROCK!!                                                             | Yes  | Yes          | ボンズ                      |
| 2015年 | ダンジョンに出会いを求めるのは間違っているだろうか                         | N/A  | N/A          | J.C.STAFF                   |
| 2015年 | モンスター娘のいる日常                                                     | N/A  | N/A          | Lerche セヴァ               |
| 2016年 | 灰と幻想のグリムガル                                                       | N/A  | N/A          | A-1 Pictures                |
| 2016年 | なめこ〜せかいのともだち〜                                                 | Yes  | Yes          | スタジオディーン            |
| 2016年 | あんハピ♪                                                                  | Yes  | Yes          | SILVER LINK.                |
| 2016年 | ハンドレッド                                                               | N/A  | N/A          | プロダクションアイムズ      |
| 2016年 | ダンガンロンパ3 -The End of 希望ヶ峰学園-                                  | N/A  | N/A          | Lerche                      |
| 2016年 | スカーレッドライダーゼクス                                                 | Yes  | Yes          | サテライト                  |
| 2016年 | SHOW BY ROCK!! しょ〜と!!                                                  | N/A  | N/A          | ボンズ                      |
| 2016年 | にゃんぼー!                                                                | N/A  | Yes          | 白組                        |
| 2016年 | 灼熱の卓球娘                                                               | 共同 | Yes          | キネマシトラス              |
| 2016年 | SHOW BY ROCK!!#                                                            | Yes  | Yes          | ボンズ                      |
| 2017年 | 政宗くんのリベンジ                                                         | Yes  | Yes          | SILVER LINK.                |
| 2017年 | ソード・オラトリア ダンジョンに出会いを 求めるのは間違っているだろうか外伝 | N/A  | N/A          | J.C.STAFF                   |
| 2017年 | 賭ケグルイ                                                                 | 共同 | Yes          | MAPPA                       |
| 2017年 | こぎみゅん                                                                 | N/A  | N/A          |                             |
| 2017年 | せいぜいがんばれ!魔法少女くるみ                                            | N/A  | N/A          | Pie in the sky              |
| 2017年 | つうかあ                                                                   | Yes  | Yes          | SILVER LINK.                |
| 2018年 | ゆるキャン△                                                                | Yes  | Yes          | C-Station                   |
| 2018年 | ポチっと発明 ピカちんキット                                                | N/A  | N/A          | OLM シンエイ動画            |
| 2018年 | Caligula -カリギュラ-                                                      | N/A  | N/A          | サテライト                  |
| 2018年 | 宇宙戦艦ティラミス                                                         | N/A  | Yes          | GONZO                       |
| 2018年 | BAKUMATSU                                                                  | Yes  | Yes          | スタジオディーン            |
| 2018年 | 宇宙戦艦ティラミスII                                                       | N/A  | Yes          | GONZO                       |
| 2019年 | ぱすてるメモリーズ                                                         | Yes  | Yes          | project No.9                |
| 2019年 | 劇場版 ダンジョンに出会いを求めるのは 間違っているだろうか -オリオンの矢-  | N/A  | N/A          | J.C.STAFF                   |
| 2019年 | BAKUMATSUクライシス                                                        | Yes  | Yes          | スタジオディーン            |
| 2019年 | ありふれた職業で世界最強                                                   | N/A  | Yes          | asread. WHITE FOX           |
| 2019年 | ダンジョンに出会いを求めるのは間違っているだろうかII                       | N/A  | N/A          | J.C.STAFF                   |
| 2020年 | へやキャン△                                                                | Yes  | Yes          | C-Station                   |
| 2020年 | SHOW BY ROCK!! ましゅまいれっしゅ!!                                        | Yes  | Yes          | キネマシトラス              |
| 2020年 | 魔王城でおやすみ                                                           | Yes  | Yes          | 動画工房                    |
| 2020年 | ダンジョンに出会いを求めるのは間違っているだろうかIII                      | N/A  | N/A          | J.C.STAFF                   |
| 2021年 | ゆるキャン△SEASON2                                                         | Yes  | Yes          | C-Station                   |
| 2021年 | SHOW BY ROCK!!STARS!!                                                      | Yes  | Yes          | キネマシトラス              |
| 2022年 | ありふれた職業で世界最強 2nd season                                        | N/A  | Yes          | asread. studio MOTHER       |
| 2022年 | 映画 ゆるキャン△                                                           | Yes  | Yes          | C-Station                   |
| 2022年 | ダンジョンに出会いを求めるのは間違っているだろうかⅣ                        | N/A  | N/A          | J.C.STAFF                   |
| 2022年 | まめきちまめこニートの日常                                                 | N/A  | N/A          | 手塚プロダクション          |
| 2023年 | ツンデレ悪役令嬢リーゼロッテと実況の遠藤くんと解説の小林さん               | N/A  | N/A          | 手塚プロダクション          |
| 2023年 | ぼさにまる                                                                 | Yes  | N/A          | maroyaka soket              |
| 2023年 | 悲劇の元凶となる最強外道ラスボス女王は民の為に尽くします。                 | N/A  | N/A          | OLM Team Yoshioka           |
| 2023年 | 好きな子がめがねを忘れた                                                   | N/A  | N/A          | GoHands                     |
| 2023年 | 政宗くんのリベンジR                                                        | Yes  | N/A          | SILVER LINK.                |
| 2024年 | 戦国妖狐                                                                   | N/A  | N/A          | WHITE FOX                   |
| 2024年 | ゆるキャン△ SEASON3                                                        | Yes  | Yes          | エイトビット                |
| 2024年 | きのこいぬ                                                                 | Yes  | Yes          | C-Station                   |
| 2024年 | ダンジョンに出会いを求めるのは間違っているだろうかⅤ                        | N/A  | N/A          | J.C.STAFF                   |
| 2024年 | ねこに転生したおじさん                                                     | 共同 | N/A          | スタジオエイトカラーズ      |
| 2024年 | ありふれた職業で世界最強 season 3                                          |      |              | asread.                     |